# Megalotremis infernalis
Megalotremis infernalis är en svampart som först beskrevs av Jean François Montagne, och fick sitt nu gällande namn av Aptroot. Megalotremis infernalis ingår i släktet Megalotremis och familjen Trypetheliaceae.   Inga underarter finns listade i Catalogue of Life.